# Boks na OI 2016.
Boks na OI 2016. održavao se od 6. do 21 kolovoza 2016 u paviljonu 6 Riocentra. Hrvatska je imala dva predstavnika Hrvoja Sepa u poluteškoj i Filipa Hrgovića u superteškoj kategoriji. Hrvoje Sep je nakon jedne pobjede ispao u šesnaestini finala, dok je Filip Hrgović osvojio brončano odličje.

## Osvajači odličja

### Muškarci
| Kategorija | Zlato                            | Srebro                           | Bronca                                                             |
| papir      | Hasanboy Dusmatov Uzbekistan     | Yuberjén Martínez Kolumbija      | Joahnys Argilagos Kuba Nico Hernández SAD                          |
| muha       | Shakhobidin Zoirov Uzbekistan    | Misha Aloyan Rusija              | Yoel Finol Venezuela Hu Jianguan NR Kina                           |
| bantam     | Robeisy Ramírez Kuba             | Shakur Stevenson SAD             | Vladimir Nikitin Rusija Murodjon Akhmadaliev Uzbekistan            |
| laka       | Robson Conceição Brazil          | Sofiane Oumiha Francuska         | Lázaro Álvarez Kuba Dorjnyambuugiin Otgondalai Mongolija           |
| poluvelter | Fazliddin Gaibnazarov Uzbekistan | Lorenzo Sotomayor Azerbajdžan    | {Vitaly Dunaytsev Rusija Artem Harutyunyan Njemačka                |
| velter     | Daniyar Yeleussinov Kazahstan    | Shakhram Giyasov Uzbekistan      | Mohammed Rabii Maroko Souleymane Cissokho Francuska                |
| srednja    | Arlen López Kuba                 | Bektemir Melikuziev Uzbekistan   | Misael Rodríguez Meksiko Kamran Shakhsuvarly Azerbajdžan           |
| poluteška  | Julio César La Cruz Kuba         | Adilbek Niyazymbetov Kazahstan   | Mathieu Bauderlique Francuska Joshua Buatsi Ujedinjeno Kraljevstvo |
| teška      | Evgeny Tishchenko Rusija         | Vasiliy Levit Kazahstan          | Rustam Tulaganov Uzbekistan Erislandy Savón Kuba                   |
| superteška | Tony Yoka Francuska              | Joe Joyce Ujedinjeno Kraljevstvo | Filip Hrgović Hrvatska Ivan Dychko Kazahstan                       |

### Žene
| Kategorija | Zlato                               | Srebro                     | Bronca                                          |
| muha       | Nicola Adams Ujedinjeno Kraljevstvo | Sarah Ourahmoune Francuska | Ren Cancan NR Kina Ingrit Valencia Kolumbija    |
| laka       | Estelle Mossely Francuska           | Yin Junhua NR Kina         | Mira Potkonen Finska Anastasia Belyakova Rusija |
| srednja    | Claressa Shields SAD                | Nouchka Fontijn Nizozemska | Dariga Shakimova Kazahstan Li Qian NR Kina      |